# Laranjeiro e Feijó
Laranjeiro e Feijó (oficialmente: União das Freguesias de Laranjeiro e Feijó) é uma freguesia portuguesa do município de Almada, com 7,82 km² de área e 39584 habitantes (censo de 2021). A sua densidade populacional é 5 061,9 hab./km².

## História
Foi constituída em 2013, no âmbito de uma reforma administrativa nacional, pela agregação das antigas freguesias de Laranjeiro e Feijó com sede em Laranjeiro.

## Demografia
A população registada nos censos foi:

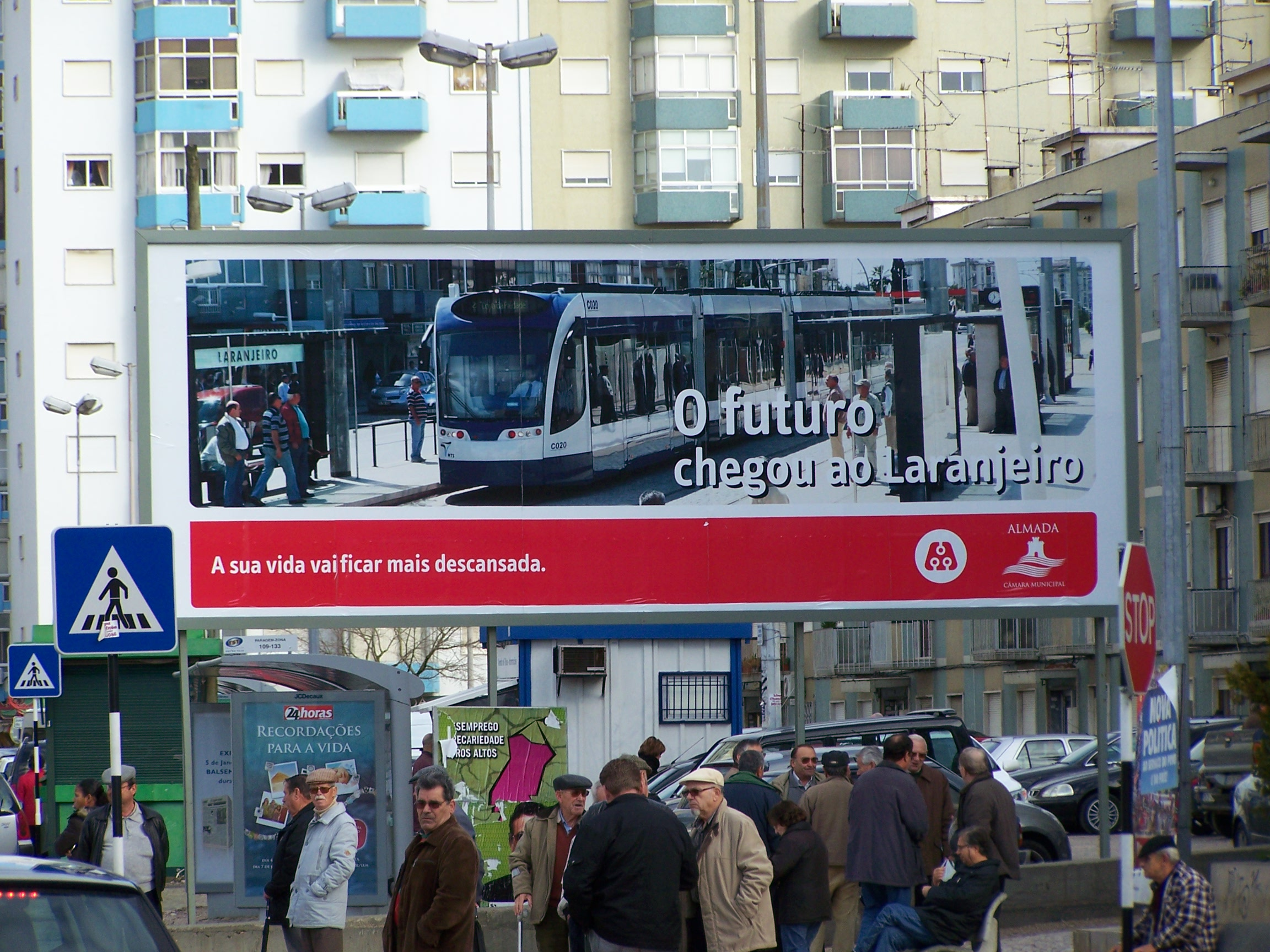
Rua do Laranjeiro

| Distribuição da População por Grupos Etários | Distribuição da População por Grupos Etários | Distribuição da População por Grupos Etários | Distribuição da População por Grupos Etários | Distribuição da População por Grupos Etários | Distribuição da População por Grupos Etários |
| -------------------------------------------- | -------------------------------------------- | -------------------------------------------- | -------------------------------------------- | -------------------------------------------- | -------------------------------------------- |
| Antes da agregação                           |                                              |                                              |                                              |                                              |                                              |
| Ano                                          | 0-14 anos                                    | 15-24 anos                                   | 25-64 anos                                   | >= 65 anos                                   | Total                                        |
| 2001                                         | 5672                                         | 5124                                         | 21180                                        | 5271                                         | 37247                                        |
| 2011                                         | 6139                                         | 4408                                         | 22019                                        | 7306                                         | 39872                                        |
| Após a agregação                             |                                              |                                              |                                              |                                              |                                              |
| Ano                                          | 0-14 anos                                    | 15-24 anos                                   | 25-64 anos                                   | >= 65 anos                                   | Total                                        |
| 2021                                         | 5478                                         | 4451                                         | 20836                                        | 8819                                         | 39584                                        |